# 1063 Аквілегія
1063 Аквіле́гія (1925 XA, 1948 EP, 1956 SK, A906 KA, A910 NC, A920 GB, A923 CA, 1063 Aquilegia) — астероїд головного поясу, відкритий 6 грудня 1925 року.
Тіссеранів параметр щодо Юпітера — 3,574.